# O Cortiço (1945)
O cortiço é um filme brasileiro de 1945, do gênero comédia, dirigido por Luiz de Barros e com roteiro baseado no romance homônimo de Aluísio Azevedo.

## Elenco
- Horacina Corrêa ...Rita Baiana
- Manoel Vieira ...João Romão
- Miguel Orico ...Jerônimo
- Colé Santana ...Firmo
- Manoel Rocha ...Barão Miranda
- Artur Leitão ...Botelho
- Paulo Celestino ...Henrique
- Maria da Conceição ...Piedade
- Alice Archembeau ...Stella
- Hortênsia Santos ...Porfíria
- Abel Pêra ...Vendeiro
- Zizinha Macedo ...Lavadeira
- João de Deus

## Refilmagem
Foi refilmado em 1978, com Betty Faria, Mário Gomes e Armando Bogus.